# Cuité de Mamanguape
Cuité de Mamanguape este un oraș în Paraíba (PB), Brazilia.